# Юнгинген, Ульрих фон
У́льрих фон Ю́нгинген (нем. Ulrich von Jungingen; 1360 — 15 июля 1410) — 26-й великий магистр Тевтонского ордена c 1407 по 1410 годы. До этого (1404—1407) — маршал ордена и комтур замка Кёнигсберг. Брат предыдущего великого магистра Конрада фон Юнгингена. Имеются сведения, что сам Конрад предостерегал капитул ордена от избрания брата на пост великого магистра, мотивируя это тем, что Ульрих слаб как политик и в решении конфликтов предпочитает путь вооруженного противостояния. Тем не менее, после смерти Конрада магистром стал его брат. В начале своего правления Ульрих поддержал Витовта в походе на Новгород и Псков, участвовал в подавлении восстания в Смоленске. Но в дальнейшем его жёсткая политика по отношению к Великому княжеству Литовскому привела к так называемой Великой войне (1409-11), апофеозом которой стала Грюнвальдская битва 15 июля 1410 года, где Ульрих и погиб. Согласно традиции, он погиб в сражении с Джелал ад-Дин-ханом. Сначала ход Великой войны складывался в пользу ордена, но в дальнейшем отсутствие чёткого плана, умения использовать военные успехи и инициативу, а также нерешительность командующего привели орден на грань военной катастрофы. Главной причиной поражения ордена в этой битве стало не столько отсутствие таланта у полководца Ульриха фон Юнгингена, сколько его несостоятельность как политика. Ульрих не учёл несоразмерность резервов польско-литовско-русско-татарской коалиции по сравнению с потенциальными возможностями ордена. Грюнвальдская битва состоялась в тот период, когда польско-литовская сторона смогла сплотить союзников и произвести необходимые мобилизационные действия. 
На картине Яна Матейко «Грюнвальдская битва» изображён момент его смерти.

## Образ в кино
- «Крестоносцы» / «Krzyzacy» (Польша; 1960) режиссёр Александр Форд, в роли Ульриха фон Юнгингена — Станислав Ясюкевич.